# Aphanotriccus audax
Aphanotriccus audax là một loài chim trong họ Tyrannidae.